# Levi Woodbury
Pour les articles homonymes, voir Woodbury.
Levi Woodbury (22 décembre 1789 à Francestown – 4 septembre 1851 à Portsmouth) est un juriste et homme politique américain. Il est gouverneur du New Hampshire entre 1823 et 1824 puis siège au Sénat de 1825 à 1831 et de 1841 à 1845 avant de devenir secrétaire à la Marine de 1831 à 1834, puis secrétaire du Trésor de 1834 à 1841 et enfin juge à la Cour suprême des États-Unis de 1845 à 1851.

## Biographie
Il obtient l'équivalent du baccalauréat au Dartmouth College en 1809, puis il étudie le droit dans plusieurs universités, dont la Litchfield Law School dans le Connecticut, puis à Boston et enfin à Exeter. Il est admis au barreau en 1812 puis pratique à Francestown jusqu'en 1816.
Il est ensuite nommé juge à la cour suprême de l'État du New Hampshire, poste qu'il occupe jusqu'en 1823. Il s'installe en 1819 à Portsmouth. Woodbury est élu gouverneur du New Hampshire en 1823, mandat qu'il occupe jusqu'en 1825. Le 4 mars, il est élu en tant que Démocrate Jacksonien au Sénat des États-Unis, où il se montre un fidèle Jacksonien. Il préside le Committee on Commerce (commission au commerce) du Sénat. Le 23 mai 1831, il est nommé secrétaire à la Marine des États-Unis par Andrew Jackson, qui en fait le 1er juillet 1834 son secrétaire au Trésor. À ce poste, il œuvre avec succès à la fermeture de la Second Bank of the United States.
Tout comme Jackson, il préconise un système de placement des fonds du trésor indépendant (plutôt qu'une banque centrale) et les espèces en métal précieux plutôt que le papier monnaie. Son rôle dans la Panique de 1837 est aujourd'hui patent. Après la Panique, il prend conscience que le département du Trésor doit avoir une gestion plus sûre de ses propres fonds que ne peuvent le garantir des banques commerciales. Il soutient alors cette nouvelle vision, qui n'entrera cependant en vigueur qu'en 1846, sous la présidence de James K. Polk. Woodbury reste Secrétaire du Trésor jusqu'au 3 mars 1841. Il est ensuite à nouveau élu au Sénat, où il siège dès le 4 mars.
Lors de l'élection présidentielle de 1844, Woodbury et les Démocrates Jacksoniens soutiennent la nomination de Polk par les Démocrates. Lorsque celui-ci est élu, il nomme Woodbury juge à la Cour suprême le 23 septembre 1845. Woodbury démissionne de son mandat au Sénat le 20 novembre 1845. Il sera juge à la Cour suprême jusqu'à son décès à Portsmouth le 4 septembre 1851. Il repose au Harmony Grove Cemetery de Portsmouth.
Woodbury faisait partie de la franc-maçonnerie,

## Hommages posthumes
Le comté de Woodbury dans l'Iowa, la ville de Woodbury dans le Minnesota, Woodbury Avenue à Portsmouth, la Woodbury School à Salem et quatre bâtiments (en) de l'US Navy ont été nommés en son honneur.